# Acanthurus polyzona
Acanthurus polyzona (Bleeker, 1868) è un pesce osseo marino appartenente alla famiglia Acanthuridae.

## Distribuzione e habitat
La specie è nota solo per poche località nell'oceano Indiano occidentale: le coste del Madagascar e le isole Comore, Mauritius e Réunion.
La specie è legata agli ambienti corallini ma è stata trovata anche in zone a mangrovie. È più comune nella parte esterna delle barriere coralline, in ambienti ad alta energia. I giovanili sono stati trovati nelle acque basse delle lagune. 
Si può trovare fino a 15 metri di profondità.

## Descrizione
Questa specie è estremamente simile ad Acanthurus triostegus da cui si distingue principalmente per i caratteri della livrea che ha normalmente 9 fasce scure verticali meno spaziate e più ampie che in A. triostegus, che ne ha in genere 6. Inoltre sono spesso presenti macchiette e fascette scure non ben definite sul muso e la testa assenti nell'altra specie.
È riportata la taglia massima di 11 cm di lunghezza ma sono stati documentati esemplari che raggiungono almeno i 16 cm.

## Biologia
La biologia di questa specie è pressoché ignota. Si sa che si associa ai banchi di A. triostegus per cui si suppone che il modo di vita sia simile.

### Alimentazione
Si nutre di alghe bentoniche che strappa dalle rocce.

## Conservazione
La Lista rossa IUCN classifica A. polyzona come "specie con informazioni insufficienti. Non sembrano comunque essere in atto particolari minacce per questa specie.

## Tassonomia
È stato considerato a lungo come sottospecie di A. triostegus.